# NGC 4108
NGC 4108 is een spiraalvormig sterrenstelsel in het sterrenbeeld Draak. Het hemelobject werd op 3 april 1832 ontdekt door de Britse astronoom John Herschel. Het ligt in de buurt van NGC 4108A en NGC 4108B.

## Synoniemen
- UGC 7101
- MCG 11-15-23
- ZWG 315.15
- IRAS12042+6726
- PGC 38423